# Bacino di Kremenčuk
Il bacino di Kremenčuk (in ucraino Кременчуцьке водосховище?, Kremenčuc'ke vodoschovišče; in russo Кременчугское водохранилище?, Kremenčugskoe vodochranilišče) è un lago artificiale dell'Ucraina centrale situato tra gli oblast' di Čerkasy, Kirovohrad e Poltava. Coprendo una superficie di 2250 km², è il più grande bacino idrico sul fiume Dnepr e prende il nome dalla città di Kremenčuk.
Il bacino ha una lunghezza di 149 km e una larghezza massima di 28 km, con una profondità media di 6 metri e un volume d'acqua di circa 13,5 km³. È utilizzato principalmente per l'irrigazione, il controllo delle alluvioni, la pesca e il trasporto via acqua. I suoi porti principali sono situati a Čerkasy e Svitlovods'k. Il fiume Sula sfocia nel bacino creando numerose isole.
Fu creato tra il 1959 e il 1961 con la costruzione della centrale idroelettrica di Kremenčuk e la relativa diga, che fece allagare l'intera regione di Novoheorhiïbs'k portando sott'acqua 23 centri abitati. Sulla diga corre l'autostrada territoriale T–17–03.
Nell'area del bacino di Kremenčuk si trovano due aree naturali protette: la riserva ornitologica di Lypiv e la riserva di Svjatyliv.